# ウメ (お笑い芸人)
ウメ（1979年1月6日（46歳）- ）は、ラフィーネプロモーションに所属する日本のお笑い芸人。本名：大久保 雅子（おおくぼ まさこ）。
鹿児島県出身、鹿児島短期大学卒業。R-1ぐらんぷり2007ファイナリスト、R-1でのキャッチコピーは『アート系不思議ちゃん芸人』。2021年2月までSMA NEET Projectに所属していた。NSC東京校7期出身。

## 芸風
「紙コント」と称する、脱力系でヘタウマなイラストが描かれたスケッチブックを元に紙芝居を進行するめくり芸を得意とする。頭から何回も繰り返しめくるごとに、いくつものストーリーを紡ぎだす。また最後からめくり戻して、別のストーリーを成立させるという紙芝居の常識を覆す演出もある。
代表作に「悪モノ」「でっぱり」「肩があんこの人間と妊婦と針の山」「小さい『っ』が入ったら」など。ネタには鹿児島弁を用いることもある。基本的に話し方にはあまり抑揚がない。めくり芸ではない1人コントをすることもある。

## 略歴
- NSC東京校7期出身。フリーを経て、SMA NEET Projectへ所属。
- 2007年度の『爆笑オンエアバトル』では、前期のKBランキング1位である佐久間一行やチャンピオン大会出場経験のある星野卓也、大輪教授などの有力なピン芸人が不調だったが、ウメだけが唯一ピン芸人として（そして女性芸人としても唯一）チャンピオン大会出場最低条件となる年間4勝を獲得するも、出場ラインである年間合計KB上位20組に入ることができなかったため（28位）大会出場はならず、それにより第10回チャンピオン大会は第2回以来8年ぶりとなるピン芸人皆無の大会となった（翌年は井上マーがチャンピオン大会に出場）。
- 2008年4月27日には主催元の吉本興業所属でないものの、幕張メッセで開催された『LIVE STAND'08』に出場している。
- 2011年1月30日放送の『ダウンタウンのガキの使いやあらへんで!』「山-1グランプリ」にて優勝。
- 2021年2月22日、約15年間所属してきたSMA NEET Projectを離れ今後はフリーで活動していく事を発表[1]。
- 2022年11月2日、同日付けでラフィーネプロモーション所属となった事が発表された[2]。

## 人物
- 芸名の由来は「（自分の中で）子供につけたい名前ナンバーワンだから」「松竹梅の一番下であることから、出世する伸びしろが常にあるようにしていきたいため」と諸説あるが、本人曰く「覚えていない」とのこと。
- モジャモジャな髪型が特徴であったが、2009年7月に髪を切って髪型を変え[3]、一時期は金髪に染めていた。その後は茶色掛かった髪の色になっている。
- 2006年のお笑いのみでの年収は3万円だった（『笑っていいとも!』で公表）。
- 失恋の痛手を癒すため福岡市へ旅行に出かけたが、福岡市のあまりの都会ぶりに驚いてしまい、駅の半径5メートル以内から出ることなく1日を過ごしてしまったことがある。

## DVD
群雄割拠! SMAお笑いカーニバル2- （2007年10月24日）

## 出演番組

### テレビ
- 爆笑オンエアバトル（NHK総合）戦績7勝1敗 最高493KB
- オンバト+（NHK総合）戦績1勝4敗 最高437KB
- R-1ぐらんぷり（関西テレビ、2007年2月18日）第5回決勝進出。第7位。
- 森田一義アワー 笑っていいとも!（フジテレビ）
- お笑い図鑑 ハマヌキ（tvk）
- 超常芸人サバ〜イ!（メ〜テレ）
- エンタの天使（日本テレビ） - 第10回（2009年5月27日）、キャッチコピーは「マイペースなフリップ笑」
- ダウンタウンのガキの使いやあらへんで!!（日本テレビ）
- うつけもん（フジテレビ）- 2014年4月16日深夜
- ツギクルもん（フジテレビ）- 2016年2月12日、「ババア流星群」のメンバーとして出演
- 知らなくて委員会（HBC北海道放送）- 2023年1月18日

### ラジオ
逆襲ザコシのチョゲチョゲPARK（AuDee）

## 単独ライブ
- 2007年11月12日  -  「年寄りの猛ダッシュ」

## 賞レース戦績
- 2007年 R-1ぐらんぷり 決勝7位
- 2016年 第4回ハリウッドザコシショウの喚き-1グランプリ 優勝